# Johann Wolf (Politiker, 1931)
Johann Wolf (* 7. Mai 1931 in Raiding; † 13. Juni 2006 in Stegersbach) war ein österreichischer Politiker (ÖVP) und Hauptschuloberlehrer. Wolf war von 1979 bis 1989 Abgeordneter zum österreichischen Nationalrat.
Wolf besuchte nach der Pflichtschule die Lehrerbildungsanstalt in Wien und legte die Lehramtsprüfung für Volks- und Hauptschule ab. Er arbeitete danach von 1951 bis 1952 als Erzieher am Studentenheim in Mattersburg und war danach zwischen 1952 und 1957 Lehrer und Erzieher in Wien. Wolf wechselte 1957 als Lehrer an der Landesberufsschule in Pinkafeld und wurde 1958 Lehrer an der Hauptschule in Stegersbach. Zudem war er zwischen 1963 und 1973 Sondervertragslehrer am Bundesrealgymnasium in Güssing. Wolf engagierte sich in der Gewerkschaft und war ab 1986 Vorsitzender des Landesvorstands der Gewerkschaft öffentlicher Dienst im Burgenland. Zudem wirkte er ab 1978 als Landesobmann des ÖAAB Burgenland und vertrat die ÖVP zwischen dem 5. Juni 1979 und dem 6. November 1989 im Nationalrat.